# Moshe Landau

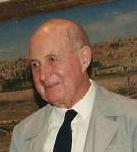
Moshe Landau (1993)

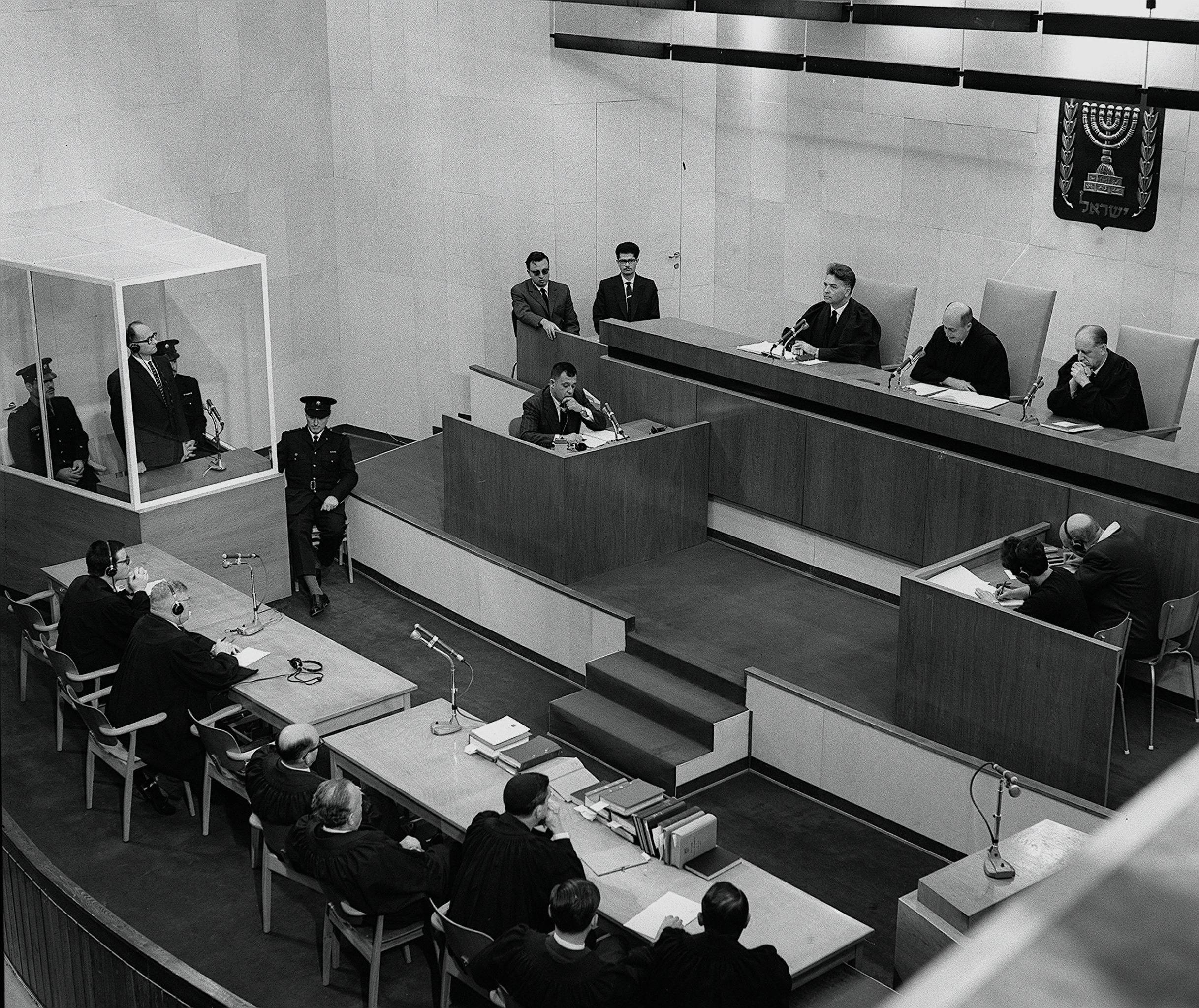
Richter Landau während des Eichmann-Prozesses (vom Zuschauerraum aus in der Mitte).

Moshe Landau (hebräisch משה לנדוי; * 29. April 1912 in Danzig, Deutsches Kaiserreich; † 1. Mai 2011 in Jerusalem) war ein deutsch-israelischer Richter und Präsident des Obersten Gerichts in Israel.

## Leben
Landau besuchte die Oberschule in Danzig. 1930 begann er ein Jurastudium an der Universität London, das er 1933 mit einem Bachelor of Laws abschloss. Er wanderte 1933 mit seinen Eltern nach Palästina aus. 1937 erhielt er dort seine Zulassung als Rechtsanwalt und arbeitete in der Kanzlei von Pinchas Rosen und Moses Smoira. Seit 1940 war er unter der britischen Mandatsverwaltung als Amtsrichter (Magistrate Judge) in Haifa tätig. Parallel hierzu war er bis zur Unabhängigkeit Israels juristisch für die paramilitärische zionistische Untergrundorganisation Hagana tätig. Von 1953 bis 1982 war er Richter am Obersten Gericht Israels, 1976 bis 1979 als Vizepräsident und von 1980 bis 1982 als Präsident.
1961 hatte Landau den Vorsitz im Verfahren gegen Adolf Eichmann vor dem Bezirksgericht Jerusalem inne, seine beisitzenden Richter waren Benjamin Halevi und Yitzhak Raveh. 1991 wurde er mit dem Israel-Preis in der Kategorie Recht ausgezeichnet.
Von 1962 bis 1970 war Landau Vorsitzender des unabhängigen Komitees der Gedenkstätte Yad Vashem, das über die Vergabe des Titels Gerechter unter den Völkern entscheidet.
Anders als viele Prozessbeteiligte hat Landau über seine Arbeit und Eindrücke als Richter im Eichmann-Prozess nichts veröffentlicht.

## Familie
Landau war der Sohn des Arztes Isaak Landau (1884–1947), eines führenden Mitglieds der Danziger Jüdischen Gemeinde, der 1933 in das Mandatsgebiet Palästina auswanderte. Im Jahre 1937 heiratete Moshe Landau Leah Doukhan.